# Artileria greacă și romană
Grecii și romanii au folosit pe scară largă artileria pentru a trage săgeți mari sau pietre.

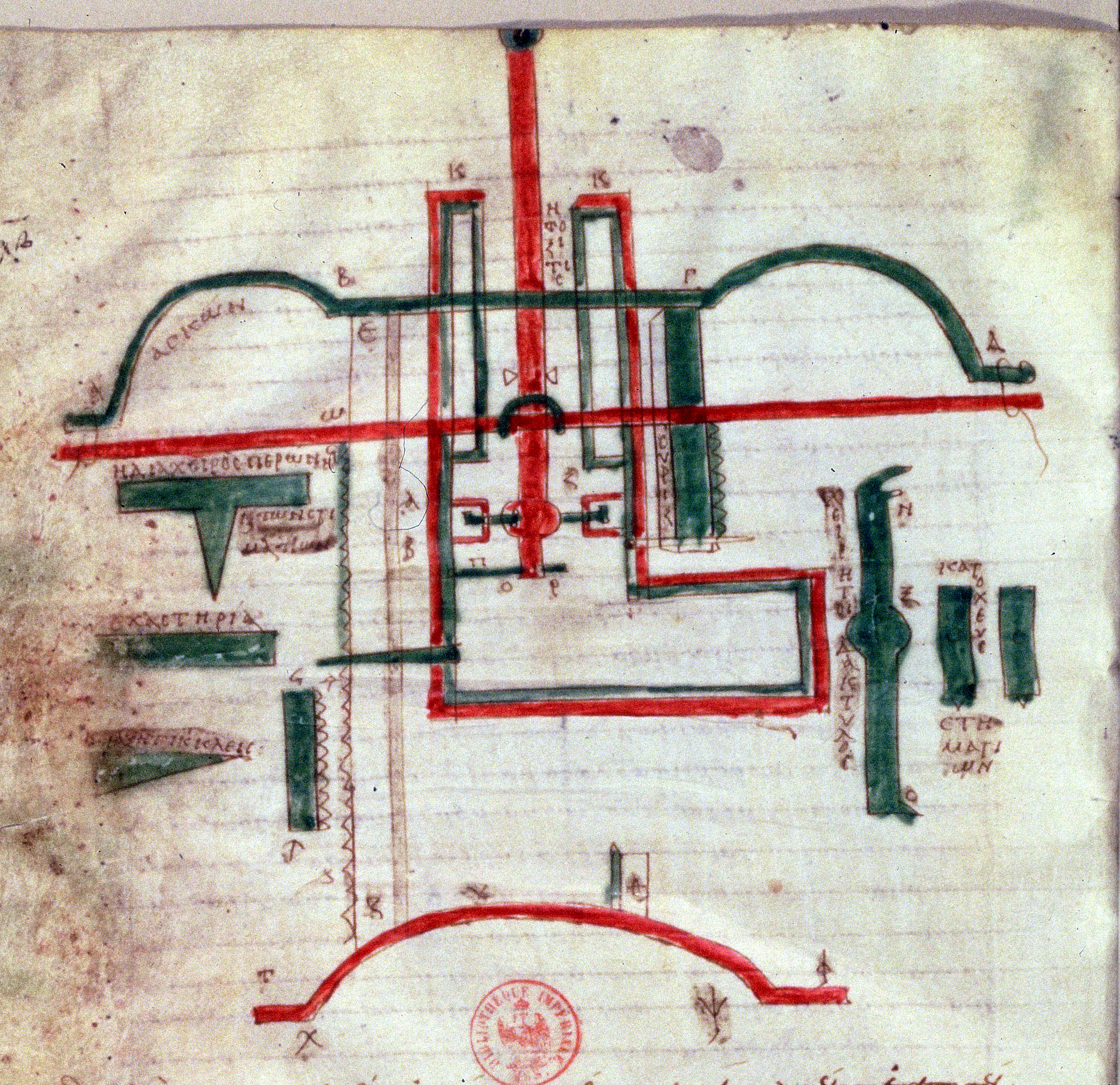
Gastrafete

Tehnologia a fost dezvoltată destul de rapid, de la cele mai vechi gastrafete în aproximativ 399 î.Hr. până la cea mai avansată artilerie de torsiune în aproximativ 300 î.Hr., pe vremea lui Demetrius Polyiorcetes. Nicio îmbunătățire, cu excepția detaliilor, nu a fost făcută vreodată asupra catapultelor lui Demetrius.  Romanii și-au obținut cunoștințele de la greci și au angajat specialiști greci.
Cinci surse grecești și romane au supraviețuit: două tratate ale lui Heron din Alexandria, Belopoeika și Cheiroballistra; și cărțile lui Biton de Pergamon, Philo de Bizanț și Vitruvius.